# Bezirksliga Niederschlesien 1934/35
Die Bezirksliga Niederschlesien 1934/35 war die zweite Spielzeit der Bezirksliga Niederschlesien. Sie diente, neben der Bezirksliga Mittelschlesien 1934/35 und der Bezirksliga Oberschlesien 1934/35 als eine von drei zweitklassigen Bezirksligen dem Unterbau der Gauliga Schlesien. Die Meister der drei Bezirksklassen qualifizierten sich für eine Aufstiegsrunde, in der zwei Aufsteiger zur Gauliga ausgespielt wurden.
Die Bezirksliga Niederschlesien war in dieser Saison erneut in zwei Gruppen eingeteilt, deren Sieger in zwei Finalspielen den Bezirksmeister ausspielten. Am Ende sicherte sich der MSV Glogau die Bezirksmeisterschaft und nahm dadurch an der Aufstiegsrunde zur Gauliga Schlesien 1935/36 teil. Bei dieser konnte sich Glogau jedoch nicht gegen den VfB Breslau und den VfB 1910 Gleiwitz durchsetzten und verpasste den Aufstieg.

## Gruppe Ost

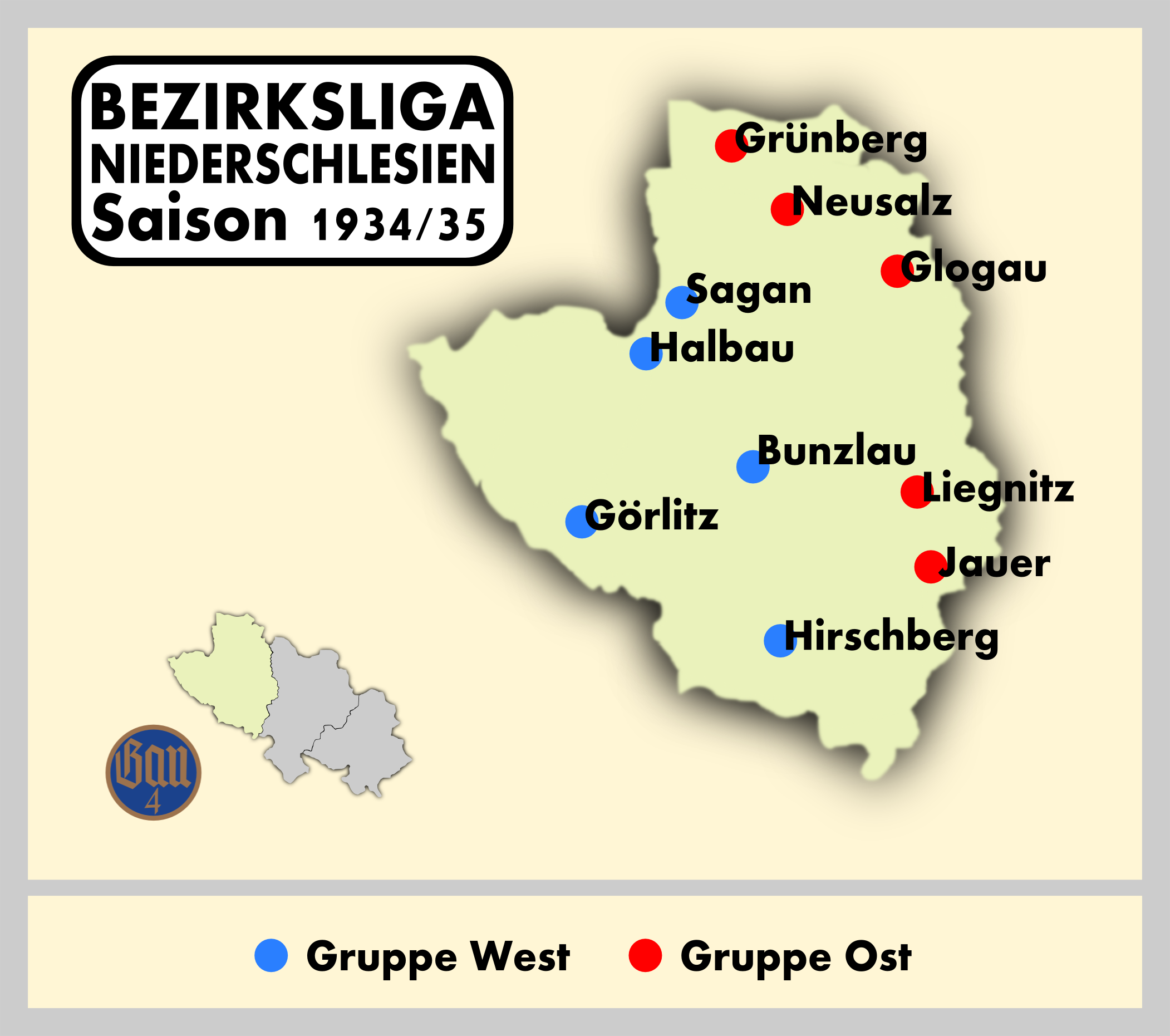
Spielorte der Bezirksliga Niederschlesien 1934/35.

### Abschlusstabelle
| Pl. | Verein                             | Sp. | S  | U | N  | Tore    | Quote | Punkte |
| --- | ---------------------------------- | --- | -- | - | -- | ------- | ----- | ------ |
| 1.  | MSV Glogau (N)                     | 14  | 10 | 2 | 2  | 067:240 | 2,79  | 22:60  |
| 2.  | SpVgg 1896 Liegnitz                | 14  | 7  | 4 | 3  | 038:240 | 1,58  | 18:10  |
| 3.  | VfB Liegnitz                       | 14  | 8  | 1 | 5  | 032:240 | 1,33  | 17:11  |
| 4.  | Vereinigte Grünberger Sportfreunde | 14  | 7  | 2 | 5  | 038:240 | 1,58  | 16:12  |
| 5.  | Liegnitzer BC Blitz 03             | 14  | 6  | 1 | 7  | 033:310 | 1,06  | 13:15  |
| 6.  | SC Jauer                           | 14  | 5  | 2 | 7  | 024:340 | 0,71  | 12:16  |
| 7.  | SC Preußen 1911 Glogau             | 14  | 5  | 0 | 9  | 028:460 | 0,61  | 10:18  |
| 8.  | DSC Neusalz                        | 14  | 1  | 2 | 11 | 017:700 | 0,24  | 04:24  |

| (N) | Aufsteiger aus den 1. Kreisklassen |

### Aufstiegsrunde
In der Aufstiegsrunde spielten die einzelnen Gewinner der 1. Kreisklassen um den Aufstiegsplatz zur Bezirksliga Niederschlesien Gruppe Ost 1935/36.
| Pl. | Verein                                                              | Sp. | S | U | N | Tore    | Quote | Punkte |
| --- | ------------------------------------------------------------------- | --- | - | - | - | ------- | ----- | ------ |
| 1.  | Reichsbahn SV Schlesien Liegnitz (Gewinner 1. Kreisklasse Liegnitz) | 3   | 2 | 0 | 1 | 008:600 | 1,33  | 04:20  |
| 2.  | VfB Beuthen an der Oder (Gewinner 1. Kreisklasse Grünberg)          | 2   | 1 | 0 | 1 | 004:400 | 1,00  | 02:20  |
| 3.  | SV Rauschwitz (Gewinner 1. Kreisklasse Glogau)                      | 1   | 0 | 0 | 1 | 002:400 | 0,50  | 0:20   |

## Gruppe West

### Abschlusstabelle
| Pl. | Verein                    | Sp. | S  | U | N  | Tore    | Quote | Punkte |
| --- | ------------------------- | --- | -- | - | -- | ------- | ----- | ------ |
| 1.  | STC Görlitz (A)           | 14  | 11 | 1 | 2  | 058:190 | 3,05  | 23:50  |
| 2.  | MSV Cherusker Görlitz (N) | 14  | 10 | 1 | 3  | 050:170 | 2,94  | 21:70  |
| 3.  | SpVgg Bunzlau             | 14  | 9  | 0 | 5  | 061:220 | 2,77  | 18:10  |
| 4.  | SC Halbau                 | 13  | 5  | 3 | 5  | 029:310 | 0,94  | 13:13  |
| 5.  | Saganer SV                | 14  | 5  | 3 | 6  | 019:240 | 0,79  | 13:15  |
| 6.  | Gelb-Weiß Görlitz         | 13  | 4  | 2 | 7  | 023:380 | 0,61  | 10:16  |
| 7.  | STC Hirschberg (N)        | 14  | 2  | 3 | 9  | 022:580 | 0,38  | 07:21  |
| 8.  | Germania Görlitz          | 14  | 2  | 1 | 11 | 014:670 | 0,21  | 05:23  |

| (N) | Aufsteiger aus den 1. Kreisklassen |
| (A) | Absteiger aus der Gauliga          |

### Aufstiegsrunde
In der Aufstiegsrunde spielten die einzelnen Gewinner der 1. Kreisklassen um den Aufstiegsplatz zur Bezirksliga Niederschlesien Gruppe West 1935/36.
| Pl. | Verein                                                     | Sp. | S | U | N | Tore    | Quote | Punkte |
| --- | ---------------------------------------------------------- | --- | - | - | - | ------- | ----- | ------ |
| 1.  | SV 1920 Sprottau (Gewinner 1. Kreisklasse Sagan)           | 2   | 0 | 2 | 0 | 006:600 | 1,00  | 02:20  |
| 2.  | RTSV Schlesien Görlitz (Gewinner 1. Kreisklasse Görlitz)   | 2   | 0 | 2 | 0 | 006:600 | 1,00  | 02:20  |
| 3.  | Preußen Bad Warmbrunn (Gewinner 1. Kreisklasse Hirschberg) | 0   | 0 | 0 | 0 | 000:000 | 1,00  | 0:0    |

Entscheidungsspiel
| Datum         |                  | Ergebnis |                        | Ort   |
| ------------- | ---------------- | -------- | ---------------------- | ----- |
| 23. Juni 1935 | SV 1920 Sprottau | 3:0      | RTSV Schlesien Görlitz | Sagan |

## Finale Meisterschaft Bezirksliga
Im Finale um die Meisterschaft in der Bezirksliga trafen der Sieger der Gruppe Ost, MSV Glogau, und der Sieger der Gruppe West, STC Görlitz, aufeinander. Das Hinspiel fand am 4. Mai 1935 in Görlitz, das Rückspiel am 5. Mai 1935 in Glogau statt. Glogau konnte sich durchsetzten und nahm als niederschlesischer Vertreter an der Aufstiegsrunde zur Gauliga Schlesien 1935/36 teil.
|             | Gesamt |            | Hinspiel | Rückspiel |
| ----------- | ------ | ---------- | -------- | --------- |
| STC Görlitz | 2:4    | MSV Glogau | 0:0      | 2:4       |